# Lista najodleglejszych galaktyk
Lista najodleglejszych galaktyk – na liście znajdują się najodleglejsze znane galaktyki w momencie ich odkrycia.

## Galaktyki o potwierdzonych odległościach
| Nazwa                | Data odkrycia    | Odległość (miliardy ly) | Przesunięcie ku czerwieni | Informacje dodatkowe                                                                                               |
| -------------------- | ---------------- | ----------------------- | ------------------------- | --- |
| HD1                  | kwiecień 2022    | 13,5                    | 13,27                     | Odległość potwierdzona poprzez badanie przesunięcia ku czerwieni oraz czasu jakie światło przebyło z HD1 do Ziemi. |
| GN-z11               | marzec 2016      | 13,4                    | 11,1                      | Odległość potwierdzona spektroskopowo.                                                                             |
| EGSY8p7              | lipiec 2015      | 13,2                    | 8,68                      | Odległość potwierdzona spektroskopowo.                                                                             |
| EGS-zs8-1            | maj 2015         | 13,0                    | 7,7302±0,0006             | Galaktyka o potwierdzonej odległości.                                                                              |
| z8 GND 5296          | październik 2013 | 13,1                    | 7,51                      | Odkryta przez teleskopy Kecka; galaktyka o potwierdzonej odległości.                                               |
| IOK-1                | kwiecień 2006    | 13,0                    | 6,96                      | Odkryta przez Teleskop Subaru.                                                                                     |
| SDF J132522.3+273520 | 2005             |                         | 6,597                     | Odkryta przez Teleskop Subaru.                                                                                     |

## Galaktyki o niepotwierdzonych odległościach
| Nazwa         | Data odkrycia    | Odległość (miliardy ly) | Przesunięcie ku czerwieni | Informacje dodatkowe |
| ------------- | ---------------- | ----------------------- | ------------------------- | --- |
| MACS0647-JD   | listopad 2012    | 13,3                    | 10,7+0,6−0,4              | Odkryta w ramach programu Cluster Lensing And Supernova Survey with Hubble dzięki soczewkowaniu grawitacyjnemu, odległość niepotwierdzona.                                                   |
| UDFj-39546284 | styczeń 2011     | 13,2 – 13,3             | 10,3 – 11,9               | Odkryta przez Kosmiczny Teleskop Hubble’a, w 2012 podano nową, większą odległość galaktyki od Ziemi, odległość niepotwierdzona.                                                              |
| UDFy-38135539 | październik 2010 | 13,1                    | 8,5549±0,0002             | Odkryta przez Kosmiczny Teleskop Hubble’a. Obiekt po raz pierwszy zaobserwowano we wrześniu 2009. Pierwsza zmierzona odległość została zweryfikowana na mniejszą, odległość niepotwierdzona. |